# Gran Premi d'Àustria del 2015
El Gran Premi d'Àustria de Fórmula 1 de la temporada 2015 s'ha disputat al circuit de A1-Ring del 19 al 21 de juny del 2015.

## Resultats de la qualificació
| Pos                  | No | Pilot            | Constructor          | Part 1   | Part 2   | Part 3      | Sortida |
| -------------------- | -- | ---------------- | -------------------- | -------- | -------- | ----------- | ------- |
| 1                    | 44 | Lewis Hamilton   | Mercedes             | 1:12.218 | 1:09.062 | 1:08.455    | 1       |
| 2                    | 6  | Nico Rosberg     | Mercedes             | 1:10.976 | 1:08.634 | 1:08.655    | 2       |
| 3                    | 5  | Sebastian Vettel | Ferrari              | 1:11.184 | 1:09.392 | 1:08.810    | 3       |
| 4                    | 19 | Felipe Massa     | Williams-Mercedes    | 1:11.830 | 1:09:719 | 1:09.192    | 4       |
| 5                    | 27 | Nico Hülkenberg  | Force India-Mercedes | 1:11.319 | 1:09.604 | 1:09.278    | 5       |
| 6                    | 77 | Valtteri Bottas  | Williams-Mercedes    | 1:11.894 | 1:09.598 | 1:09.319    | 6       |
| 7                    | 33 | Max Verstappen   | Toro Rosso-Renault   | 1:11.307 | 1:09.631 | 1:09.612    | 7       |
| 8                    | 26 | Daniïl Kviat     | Red Bull-Renault     | 1:12.092 | 1:10.187 | 1:09.694    | 151     |
| 9                    | 12 | Felipe Nasr      | Sauber-Ferrari       | 1:12.001 | 1:09.652 | 1:09.713    | 8       |
| 10                   | 8  | Romain Grosjean  | Lotus-Mercedes       | 1:11.821 | 1:09.920 | Sense temps | 9       |
| 11                   | 13 | Pastor Maldonado | Lotus-Mercedes       | 1:11.661 | 1:10.374 |             | 10      |
| 12                   | 9  | Marcus Ericsson  | Sauber-Ferrari       | 1:12.388 | 1:10.426 |             | 11      |
| 13                   | 55 | Carlos Sainz Jr. | Toro Rosso-Renault   | 1:11.158 | 1:10.465 |             | 12      |
| 14                   | 3  | Daniel Ricciardo | Red Bull-Renault     | 1:11.973 | 1:10.482 |             | 182     |
| 15                   | 14 | Fernando Alonso  | McLaren-Honda        | 1:12.508 | 1:10.736 |             | 193     |
| 16                   | 11 | Sergio Pérez     | Force India-Mercedes | 1:12.522 |          |             | 13      |
| 17                   | 22 | Jenson Button    | McLaren-Honda        | 1:12.632 |          |             | 204     |
| 18                   | 7  | Kimi Räikkönen   | Ferrari              | 1:12.867 |          |             | 14      |
| 19                   | 98 | Roberto Merhi    | Marussia-Ferrari     | 1:14.071 |          |             | 16      |
| 20                   | 28 | Will Stevens     | Marussia-Ferrari     | 1:15.368 |          |             | 17      |
| 107% temps: 1:15.944 |    |                  |                      |          |          |             |         |
| Font:                |    |                  |                      |          |          |             |         |

Notes
^1  – Daniïl Kviat ha rebut una penalització de deu posicions per excedir l'assignació permesa de motors de combustió interna.

^2  – Daniel Ricciardo ha rebut una penalització de deu posicions per excedir l'assignació permesa de motors de combustió interna.

^3  – Fernando Alonso ha rebut una penalització de deu posicions i dues de 5 posicions per excedir l'assignació permesa de canvis al motor, en 3 components de la unitat de potència i cinc llocs addicionals per substituir la caixa de canvis.

^4  – Jenson Button ha rebut una penalització de deu posicions i tres de 5 posicions per excedir l'assignació permesa de canvis al motor, en 4 components de la unitat de potència.

## Resultats de la Cursa
| Pos   | No | Pilot             | Constructor          | Voltes | Temps / Retirada | Pos.Sortida | Punts |
| ----- | -- | ----------------- | -------------------- | ------ | ---------------- | ----------- | ----- |
| 1     | 6  | Nico Rosberg      | Mercedes             | 71     | 1h 30' 16. 930   | 2           | 25    |
| 2     | 44 | Lewis Hamilton    | Mercedes             | 71     | + 8.800 s1       | 1           | 18    |
| 3     | 19 | Felipe Massa      | Williams-Mercedes    | 71     | + 17.573 s       | 4           | 15    |
| 4     | 5  | Sebastian Vettel  | Ferrari              | 71     | + 18.181 s       | 3           | 12    |
| 5     | 77 | Valtteri Bottas   | Williams-Mercedes    | 71     | + 53.604 s       | 6           | 10    |
| 6     | 27 | Nico Hülkenberg   | Force India-Mercedes | 71     | + 1' 04.075 min. | 5           | 8     |
| 7     | 13 | Pastor Maldonado  | Lotus-Mercedes       | 70     | + 1 Volta        | 10          | 6     |
| 8     | 33 | Max Verstappen    | Toro Rosso-Renault   | 70     | + 1 Volta        | 7           | 4     |
| 9     | 11 | Sergio Pérez      | Force India-Mercedes | 70     | + 1 Volta        | 13          | 2     |
| 10    | 3  | Daniel Ricciardo  | Red Bull-Renault     | 70     | + 1 Volta        | 18          | 1     |
| 11    | 12 | Felipe Nasr       | Sauber-Ferrari       | 70     | + 1 Volta        | 8           |       |
| 12    | 26 | Daniïl Kviat      | Red Bull-Renault     | 70     | + 1 Volta        | 15          |       |
| 13    | 9  | Marcus Ericsson   | Sauber-Ferrari       | 69     | + 2 Voltes       | 11          |       |
| 14    | 98 | Roberto Merhi     | Marussia-Ferrari     | 68     | + 3 Voltes       | 16          |       |
| Ret   | 8  | Romain Grosjean   | Lotus-Mercedes       | 34     | Caixa de canvi   | 9           |       |
| Ret   | 55 | Carlos Sainz Jr.2 | Toro Rosso-Renault   | 34     | Prob. Elèctrics  | 12          |       |
| Ret   | 22 | Jenson Button     | McLaren-Honda        | 7      | Prob. Elèctrics  | 20          |       |
| Ret   | 28 | Will Stevens      | Marussia-Ferrari     | 1      | Pèrdua d'oli     | 17          |       |
| Ret   | 7  | Kimi Räikkönen    | Ferrari              | 0      | Col·lisió        | 14          |       |
| Ret   | 14 | Fernando Alonso   | McLaren-Honda        | 0      | Col·lisió        | 19          |       |
| Font: |    |                   |                      |        |                  |             |       |

Notes
^1  – Lewis Hamilton ha rebut 5 segons de penalització per creuar la línia blanca a la sortida de boxes.

^2  – Carlos Sainz Jr. ha rebut una penalització de 5 segons per excedir la velocitat de pas en el pit lane.